# Черешня
Чере́шня, слива пташина, вишня пташина (Prunus avium), також дика черешня, черешня-дичка — рослина роду слива (Prunus) родини трояндових (Rosaceae). Вирощують як плодове дерево. Має дві основні групи сортів: бігарро (French: bigarreau) — із щільною й хрусткою м'якоттю, та гінь (French: guigne, English: gean) із ніжною м'якоттю.

## Ботанічний опис

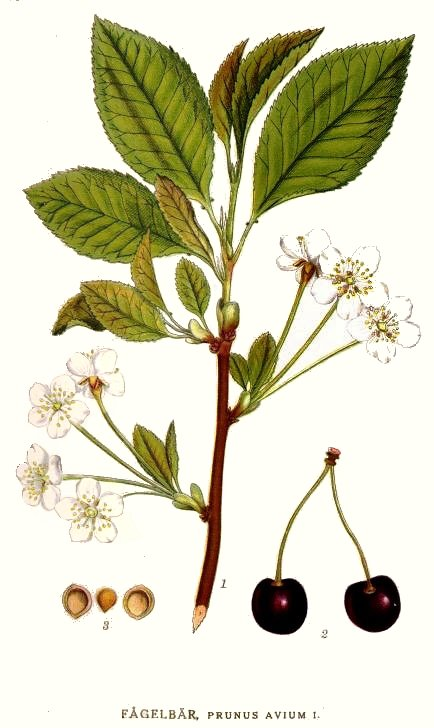
Ботанічна ілюстрація Карл Аксель Магнус Ліндман в «Bilder ur Nordens Flora»

Листя коротко загострене, еліптично-яйцеподібне, пилчасте, злегка зморщене; черешки з двома залозками в основі платівки, довжиною до 16 см.
Білі квіти у суцвітті. Чашолистків та пелюстків по п'яти, тичинок — багато, маточка одна. Черешня — типова перехреснозапильна культура, тому для якісного врожаю потрібно поруч садити кілька різних сортів і забезпечувати їх комахами-запилювачами: бджолами. Цвіте у квітні — травні, за сприятливих погодних умов може бути гарним медоносом для весняного розвитку бджолиних сімей. Медопродуктивність садів становить до 30 кг/га.
Плід — солодка, куляста або злегка серцеподібна чорна, жовта або червона кістянка, у дикорослих дрібніша, ніж у культурних, до 2.5 см в діаметрі. Плоди черешні мають до 17 % цукру та до 1,1 % органічних кислот. Коренева система частіше за все горизонтальна, але за сприятливих умов можуть виникнути вертикальні корені. Цвіте черешня в кінці березня ― початку квітня, плодоносить з другої половини травня.

## Поширення
Черешня у дикому стані поширена більшій частині Західної, Центральної Європи, та частково Східної Європи, від півдня Скандинавського півострова до Балкан, Кавказу і Пн. берегів Африки. Культивують черешню практично у всіх частинах світу із помірним кліматом.
В Україні дика черешня найбільше поширена в південно-західній частині Лісостепу, також у південній і центральній частині степу. 

## Шкідники та хвороби
Шкідниками черешні є вишнева муха та вишнева попелиця які можуть завдавати значної шкоди пагона та плодам. Основними хворобами вишні є моніліоз, що спричиняють гриби роду Monilinia sp. та коккомікоз, що викликає гриб Blumeriella jaapii.

## Використання

### Комерційне виробництво
Промислове значення мають виключно сорти групи бігарро, котрі володіють достатньою щільністю плодів і як наслідок придатні для транспортування.

## Черешня в Україні
В Україні черешня займає великі промислові насадження на піщаних ґрунтах біля узбережжя Азовського моря. Зокрема, на Мелітопольщині, Запорізької області.

### Культурне значення

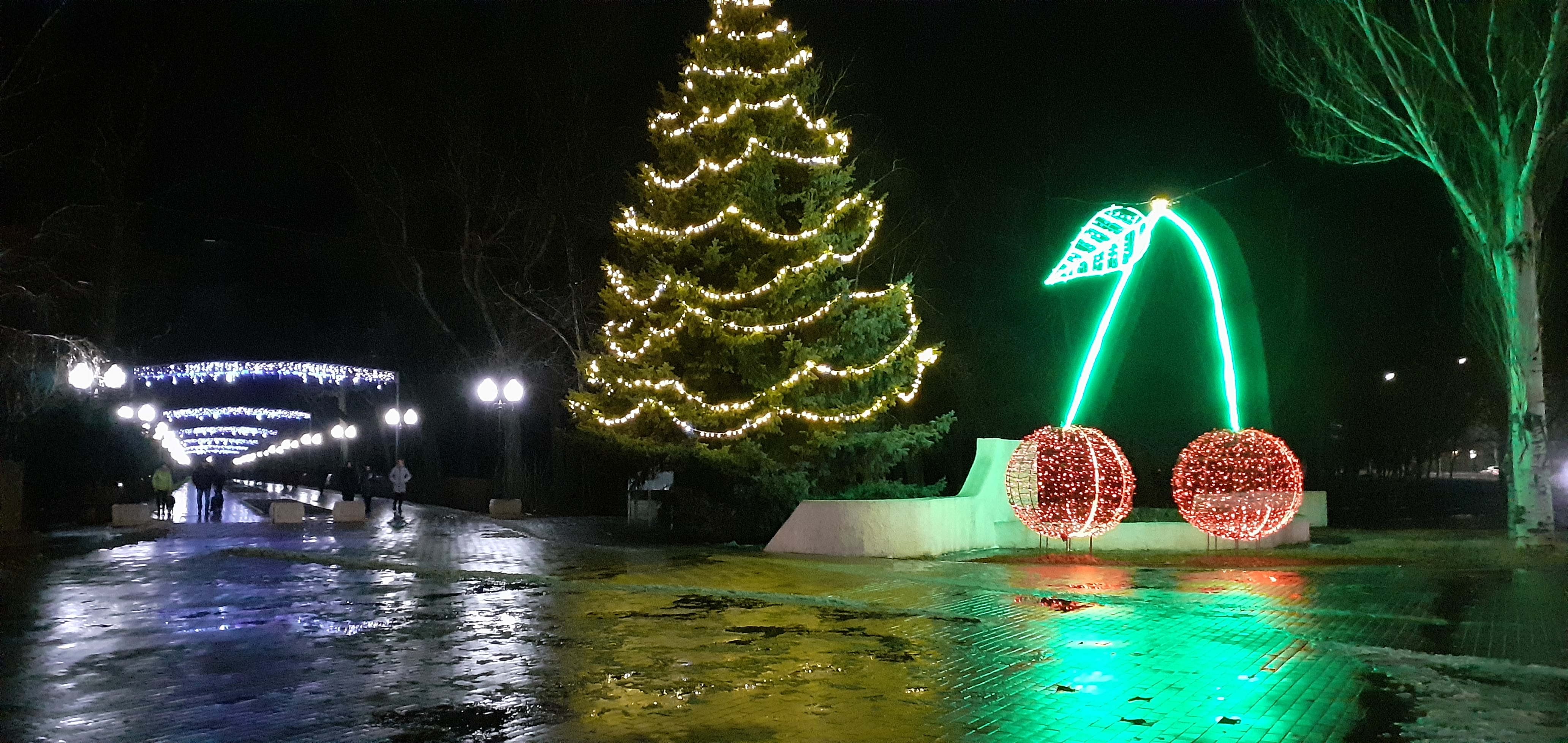
Нічний Мелітополь (Україна): новорічна ялина, інсталяція з двох величезних черешень, оповитих світловими гірляндами

Черешня здавна є символом Мелітополя. У 2021 у центрі Мелітополя поряд із новорічною ялинкою була встановлена світлова інсталяція, що зображає два величезні плоди черешні, оповиті світловими гірляндами.

### Селекція черешні в Україні
За приблизним підрахунком з опублікованих даних, в Україні було створено більше ніж 380 сортів та елітних гібридних форм черешні. Серед них, сорти створені в ході селекційних програм в мережі Інституту садівництва НААН України, аматорської селекції та сорти народної селекції. Найбільший внесок в селекцію черешні в Україні було зроблено селекціонерами на Мелітопольській дослідній станції садівництва імені М. Ф. Сидоренка та Бахмутській дослідній станції розсадництва ІС НААН України.

## Сорти
За дещо застарілою інформацією, в Україні розповсюджені сорти: Скороспілка, Гедельфінгер (Hedelfinger), Дайбера чорна (Bigarreau de Crimée), Одеська чорна, Наполеон (Bigarreau Napoleon) та ін.

## Гібриди
- Дюки (англ. Duke cherry[7], фр. Cerisier intermédiaire) – P. × gondouinii (P. avium × P. cerasus)
- P. × fontenesiana (P. avium × P. mahaleb)
- Вишня Шмітта – P. × schmittii (P. avium × P. canescens)
- P. × mohacsyana[en] (P. fruticosa × P. avium) – триплоїд[8]
- Prunus nipponica × Prunus avium[9]

## Галерея

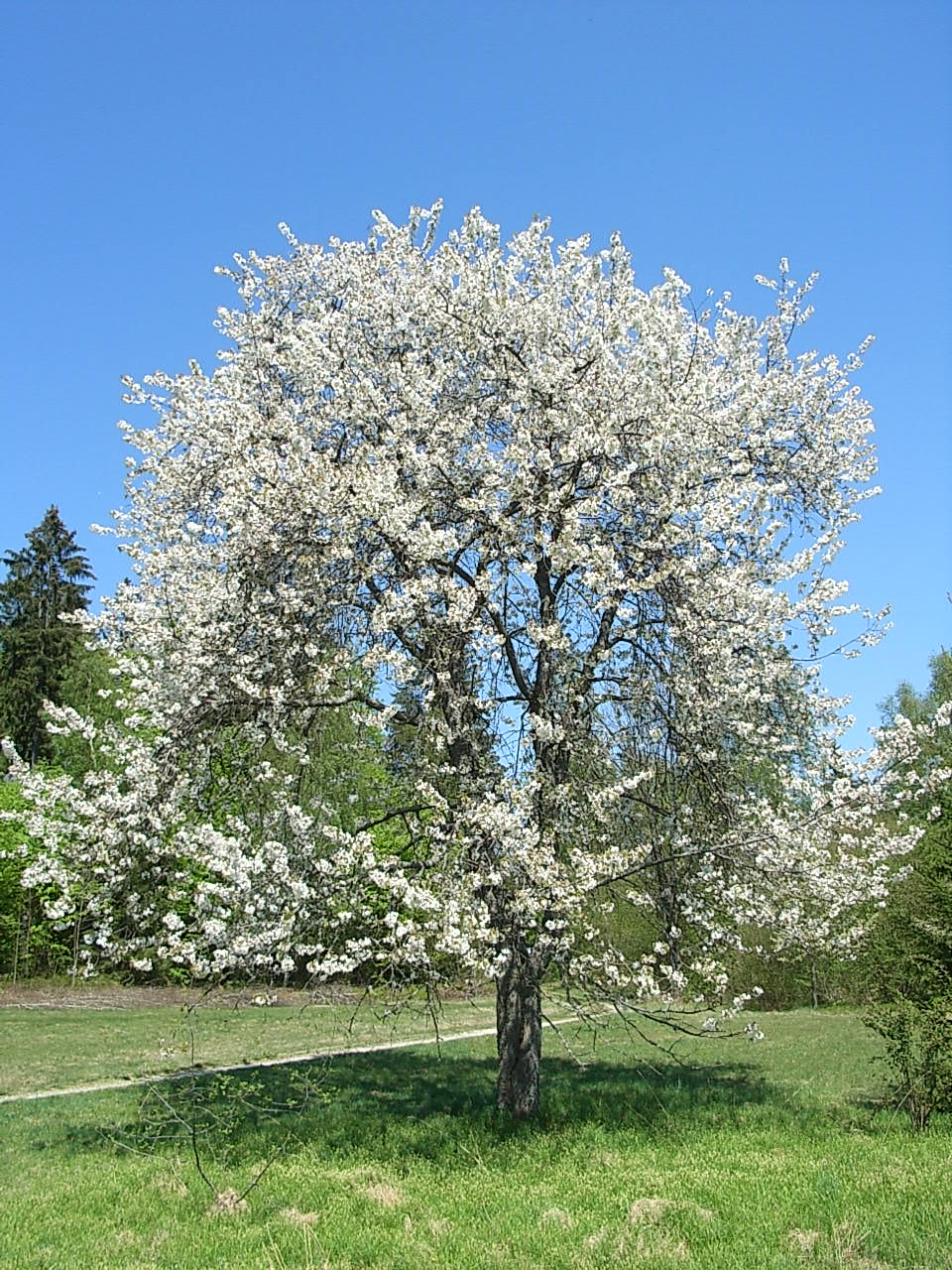
Загальний вигляд
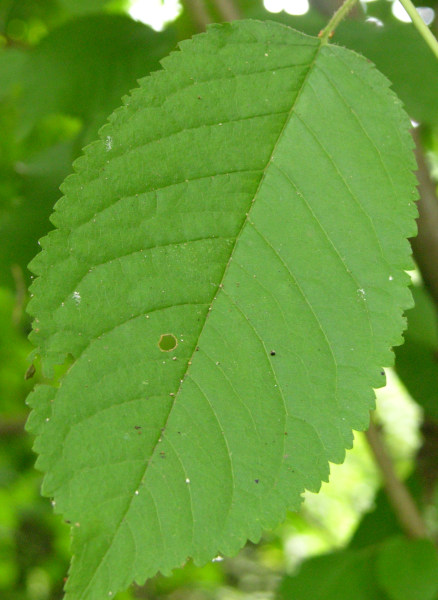
Листя
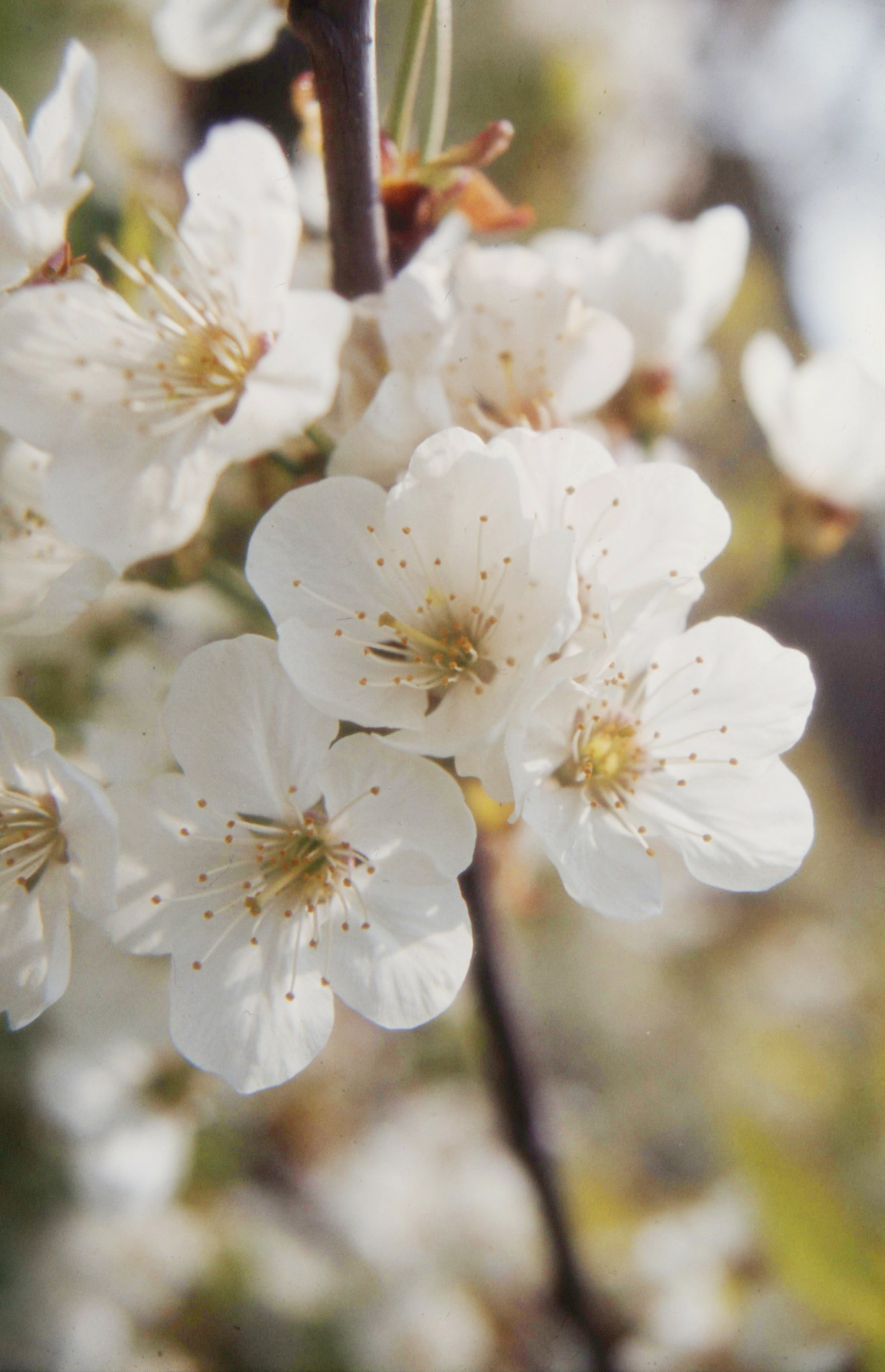
Квітки
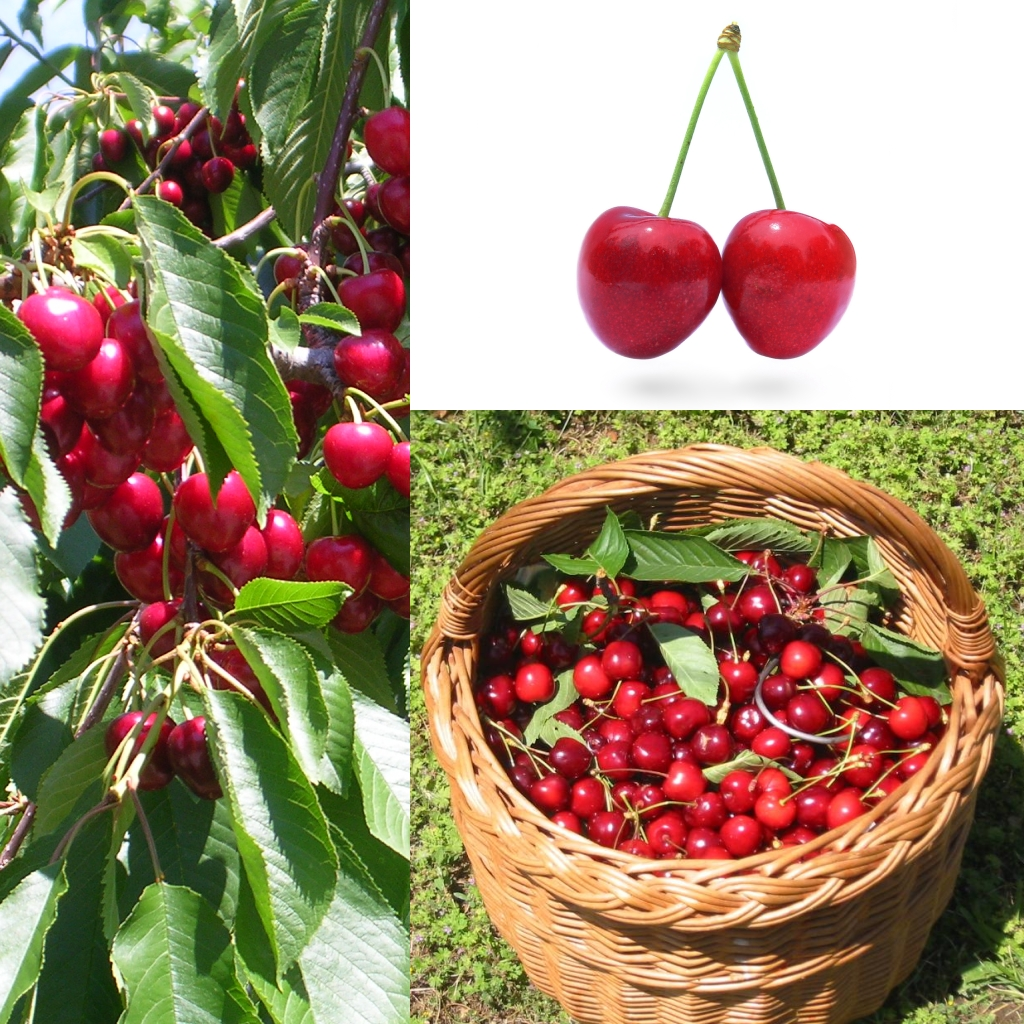
Плоди